# Comuna Skuratî, Malîn
Skuratî (în ucraineană Скуратівська сільська рада) este o comună în raionul Malîn, regiunea Jîtomîr, Ucraina, formată din satele Kameanka, Skuratî (reședința) și Zaliskî.

## Demografie
Componența lingvistică a comunei Skuratî
     Ucraineană (99,1%)
     Alte limbi (0,75%)
Conform recensământului din 2001, majoritatea populației comunei Skuratî era vorbitoare de ucraineană (99,1%), existând în minoritate și vorbitori de alte limbi.